# Горбулин, Виктор Алексеевич
Ви́ктор Алексе́евич Горбу́лин (род. 6 апреля 1965, Курск, РСФСР, СССР) — художник, скульптор и театральный актёр из Луганска. Заслуженный деятель искусств Украины (2003).

## Биография
Виктор Горбулин родился 6 апреля 1965 года в Курске.
С детства увлёкся живописью и актёрским мастерством, однако после школы решил стать военным. В 1986 году окончил Коломенское высшее артиллерийское командное училище.
Отслужив восемь лет в армии[уточнить], где командовал артиллерийской батареей, в 1996 году Горбулин устроился в Управление культуры и искусств Луганской областной государственной администрации на должность главного художника.
в 2001 году с отличием закончил художественно-графический факультет Курского государственного университета.
Как художнику, Горбулину присуща метафоричность мышления, пластичность формы, целостность композиции, глубокие перспективные решения. В его работах просматривается военно-патриотическая направленность.
С 2000 года, как художник, Горбулин работает в Луганском академическом украинском музыкально-драматическом театре.

## Известные работы

### Монументальные
- памятник Князю Игорю и его дружине (2003 год, станица Луганская)[1];
- памятник Владимиру Далю — казаку Луганскому (2010 год, Луганск)[2];
- памятник «Они отстояли Родину» (2016 год, Луганск)[3];
- памятник «Погибшим детям Донбасса» (2017 год, Луганск)[4];
- памятный знак «Жертвам авиаудара ВСУ в 2014 году» (2018 год, Луганск)[5];
- оформление русского драмтеатра в Луганске ко дню Победы (2017 год, Луганск)[6].

### Театральные[7]
- спектакли: «Поэт и княжна» Владимира Канивца, «Варавва» Мишеля де Гельдерода (2001), «Учитель танцев» Лопе де Вегы (2003);
- мюзиклы: «Ромео и Джульетта» по Уильяму Шекспиру (2003), «Шельменко-денщик» Квитки-Основьяненко (2004), «Гранатовый браслет» по Александру Куприну (2001), «Лесная песня» Леси Украинки (2003).

## Награды
- Почётная грамота Кабинета министров Украины (1999)[8]
- Заслуженный деятель искусств Украины (2003 год)
- Народный художник ЛНР (2019 год)